# 市政厅广场 (维也纳)
48°12′38″N 16°21′31″E / 48.2106°N 16.3587°E

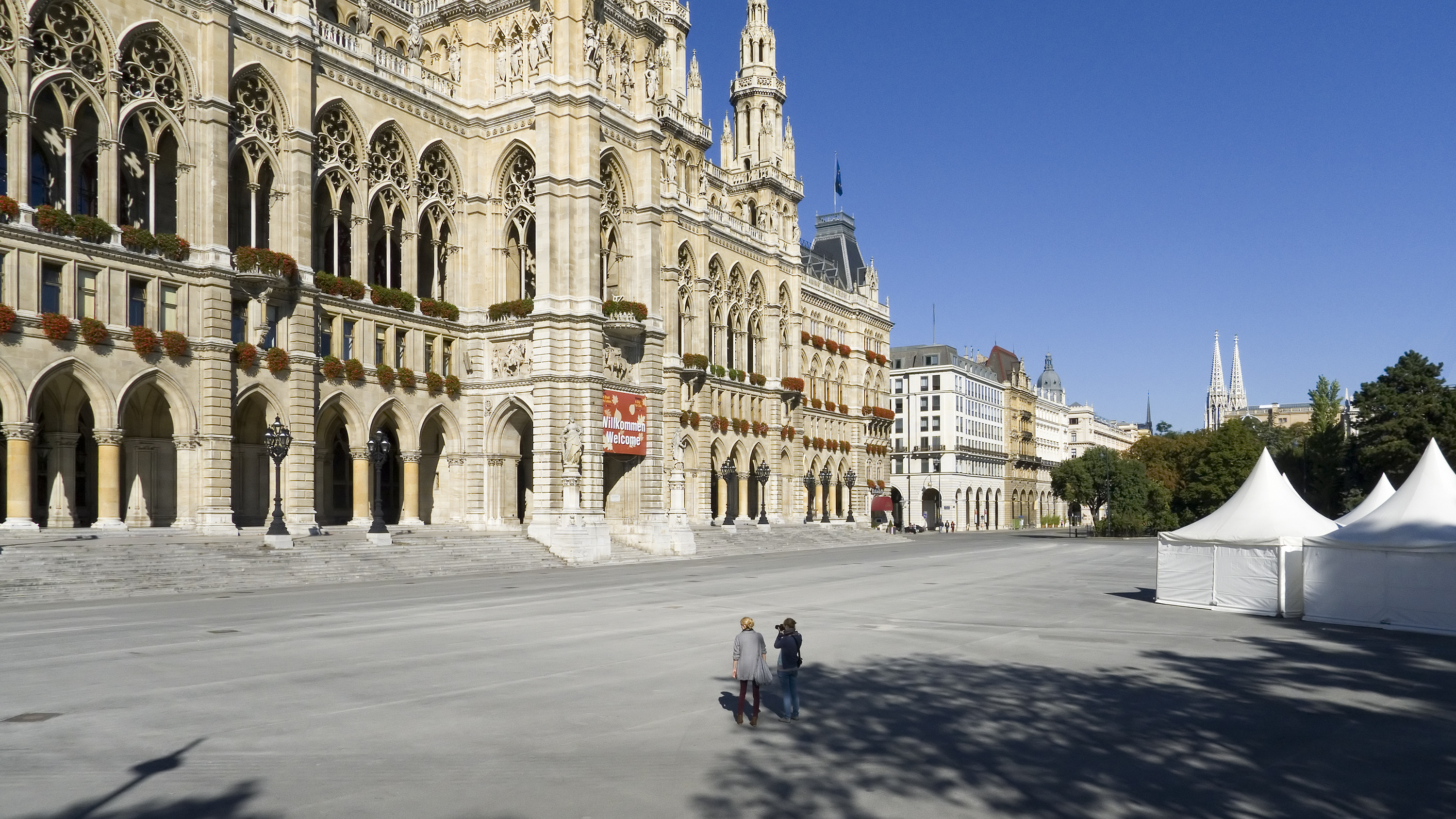
维也纳市政厅广场

市政厅广场（德语：Rathausplatz）是奥地利首都维也纳的一个广场，位于内城区。得名于位于广场1号的维也纳市政厅。由于其规模、设计以及周边建筑物的建筑风格，它被认为是维也纳市中心最重要的广场之一。

## 建筑
- 市政厅广场1号：维也纳市政厅（德语：Rathaus）
- 市政厅广场2、3、4号：Arkadenhäuser
- 市政厅广场6号：维也纳大学主楼（德语：Universität Wien, Hauptgebäude）
- 市政厅广场6号：奥地利议会大厦（德语：Parlament）
- 市政厅广场7、8、9号：Arkadenhäuser
- 市政厅公园（Rathauspark）